# 博山山頭劉家大院
博山山頭劉家大院，位於山東省淄博市博山區山頭街道的古窯村，為一保存完善的清代末期民居，全區共有三處院落，當地人稱為「劉家大院」，被列入“市古建筑近现代优秀建筑和纪念性建筑”。

## 源起
據《劉氏族譜》記載：劉氏始祖於明朝洪武十八年（1385年）自河北省冀州棗強縣遷居山東省博山縣，第八世祖劉賞德、劉賞仁兄弟始於陶鎮定居。

## 範圍

### 敦睦堂
敦睦堂劉家大門位於北頭井胡同，興建於清宣統元年（1909年），院內建築為1980年代翻建，仍有後人居住。  

### 毂德堂
毂德堂劉家大院位於河南東街10號，建物規模最大有房屋40餘間且保存完善，由該地富商劉澍沣（1895年—1936年）修建，為古窯村第一富戶。劉氏與正室妻子房慶儀育有宗文、宗武、宗成、宗康、宗夏、宗周六子和宗玉、宗秀兩女，與側室錢氏育有宗禹、宗商、宗魯三子和宗珉、宗佩、宗映、宗璞四女。毂德堂劉家大院第一進院落為三間南屋，供傭人和門房居住，後側花園植有名貴花木並築有水池假山，現已不存。二進院落院門為雕花木門，飾有垂珠、磚雕等門飾，門內兩側為磚雕、拱壁；正房為北屋三間，一明兩暗，為青磚小瓦木結構，前有迴廊。東西配房各有三間，北屋為客廳、東西配房為客房。正房左側有一月亮門連接第三進院落，為劉澍沣母親與其三房妻妾居住，屬四合院配置，東屋在1980年代修房頂時發現樑上銘有“大清光緒二十六年（1900年）建”字樣。第三進院落西屋的一側連接四進院落，為廚房、倉庫、傭人住處。1949年後曾被先後闢為看守所、糧所、山头小学河南分校等設施，1972年與1979年，前院和後院先後改建為居民住房。

### 慶余堂與漢余堂
由劉氏族人「慶余堂」劉澍濱、劉耀樞父子及「漢余堂」劉澍漢、劉耀柱家族合用的劉家大門，大門建於1931年，內有南北兩廂房共六間。東大門為慶余堂家族故宅，為青石小瓦結構的二層小樓人稱「轉堂樓」，小樓環南北東三面，上下共計10間房，樓板為木制結構，為光緒年間建築。北大門為漢余堂家族故宅，有北屋三間、東西屋各兩間，現仍有後人居住。